# عبد الكريم أحمد عاصي المحمود
عبد الكريم أحمد عاصي المحمود هو باحث وشاعر عراقي، ولد بتاريخ الرابع عشر من حزيران عام 1959م بالبصرة في العراق.

## حياته
كتب عبد الكريم أحمد الشعر منذ سن السادسة عشرة من عمره عندما كان حينها طالباً في الإعدادية عام 1975م، وشارك بقصائده في المهرجانات الأدبية آنذاك لكنه لم يستطع الاستمرار في المشاركة بعد منعه وتهديده من قبل مسؤولي الاتحاد الوطني في المدرسة، بحجة أنه مستقل وغير منتم إلى حزب البعث الحاكم في السلطة، لذلك لا يحق له المشاركة في المناسبات الوطنية أو الاحتفالات والمهرجانات الأدبية وغيرها. فمنذ ذلك الحين صار يكتب شعره ويحتفظ به لنفسه أو يسمعه ويلقيه على بعض أقاربه وأصدقائه الخاصين، ولم يستطيع نشره في الجرائد أو المجلات المحلية التي كانت بمجملها خاضعة لرقابة السلطة الحاكمة التي لا تقبل نقداً لسياستها ورموزها. وكانت قصائده لا تخلو من هذا النقد في الحديث عن الاضطهاد وكم الأفواه وحرية الرأي والعقيدة وغير ذلك، مما يغيض السلطة الحاكمة أشد الغيض ويعرض المتكلم بها إلى أشد العقوبات التي تصل لحد الإعدام. لم ينقطع الشاعر عبد الكريم عن كتابة الشعر بهذا النفس السياسي، بالإضافة إلى قصائده ومقطوعاته في الغزل العفيف. وبعد دخوله الجامعة عام 1978م وتخصصه باللغة العربية في كلية الآداب، أصبحت لديه رغبة في البحث والنقد في مجال الأدب ونشر بعض المقالات الأدبية في مجلة «المسار الجديد» التي كانت تصدر في كلية الآداب آنذاك. وواصل مسيرته العلمية في اكمال مراحل الدراسة الأولية في الجامعة ثم الدراسات العليا حيث قبل طالباً للماجستير في كلية الآداب بجامعة البصرة عام 1985م، وأنهى السنة التحضيرية بنجاح وشرع بتحضير الرسالة المطلوبة للتخرج. بعد مرور ثلاثة أشهر في جمع مادة البحث وبتاريخ الخامس من يونيو عام 1986م، جرى اعتقاله من قبل السلطة بتهمة المعارضة لمبادئ الحزب والثورة، وبعد تعرضه للعديد من التعذيب في المعتقل قدّم مع مجموعة من الشباب إلى ما يسمى بمحكمة الثورة، حيث تأجل النطق بالحكم أسبوعا واحدا تمكن خلاله من الهروب من مديرية الأمن مع ثلاثة من اخوته المعتقلين الذين تمكنت السلطة من القبض عليهم بعد ذلك واعدامهم فراحوا شهداء. أما هو فقد بقي مطارداً مدة سنتين ولم يجد ملجأً غير ما أحاطه به الله. وفي تشرين الثاني عام 1988م صدر عفو شامل عن الهاربين السياسيين فاضطر إلى تسليم نفسه وكان محكوماً بالإعدام غيابياً، لكنه نجا فأطلق سراحه وعاد إلى نور الحياة بعد رحلة قاسية في ظلامها، لكن السلطة منعت عودته إلى الجامعة لإكمال رسالة الماجستير فغدا مضطراً إلى مغادرة البصرة والتوجه إلى محافظة النجف حيث تمكن من النجاح بالالتحاق بجامعة الكوفة طالباً للماجستير من جديد عام 1994م. بعد سقوط النظام عام 2003م تبدّلت الأحوال السياسية رغم ما بقي فيها من عوائق عديدة، واستطاع الحصول على وظيفة في الجامعة عام 2004م، وتوالت بحوثه في نظرية الأدب الإسلامي ونشرت بعض قصائده في المواقع الإلكترونية، وما زال يمارس البحث ويكتب الشعر.
- شواهده العلمية:

حاصل على شهادة البكالوريوس بتاريخ السابع عشر من يونيو عام 1982م من جامعة البصرة في كلية الآداب بقسم اللغة العربية، وحاصل على شهادة الماجستير،  بتاريخ الأول من أبريل عام 1997م  من جامعة الكوفة في كلية الآداب بقسم اللغة العربية، وعل شهادة الدكتوراه  بتاريخ  الثلاثين من شتنبر عام 2009م من جامعة الكوفة في كلية الآداب بقسم اللغة العربية.
- رسائله العلمية:
- حميد بن ثور الهلالي بين المرأة والطبيعة (رسالة الماجستير)
- الأثر الإسلامي في نقد الشعر العربي الحديث. (أطروحة الدكتوراه)[4]

## مؤلفاته
- الجمال والفن في المنظور الإسلامي
- مبادئ نظرية الأدب الإسلامي
- منهج النقد الأدبي الإسلامي
- في رحاب الشعر الإسلامي المعاصر[1]

بعض القصائدفي ديوانه «جمرات»:
- قصيدة «سلامٌ على المصطفى»[5]

- قصيدة «ناقة الله»[6]

- قصيدة «سقوط الطاغية»[7]

- قصيدة «سلام على الصدر الشهيد»[8]

- قصيدة «أمير الدعاة في أسر عبيد الطغاة»[9]

- قصيدة «حكاية الورقاء»[10]

بحوثه المنشورة:
- «صورة المجتمع في نظرية الأدب الإسلامي» مجلة آداب الكوفة، العدد العاشر، السنة الرابعة عام 2011م.
- «الأدب الإسلامي، إشكالية المصطلح والتعريف» مجلة مركز دراسات الكوفة، العدد الثالث والعشرون، السنة السادسة عام 2011م.
- «نهج البلاغة نموذج الأدب الإسلامي الرفيع» مجلة دراسات إسلامية معاصرة، العدد الرابع، السنة الثانية عام 2011م.

- «الحداثة الأدبية في ميزان النقد الإسلامي» مجلة اللغة العربية وآدابها، العدد الثالثة عشر، عام 2012م.
- «البطل والقدر في نظرية الأدب الإسلامي» مجلة الباحث، العدد الرابع عام 2012م.
- «الجمال في المنظور الإسلامي» مجلة كلية الفقه، العدد السادس عشر، السنة الثامنة، عام 2012م.
- «النقد الإسلامي لمذاهب الأدب الغربي» مجلة آداب ذي قار، العدد (27/القسم الثاني) عام 2018م.
- «ميزات فنية في الشعر الإسلامي المعاصر» مجلة آداب البصرة، العدد 84، عام 2018م.
- «تأصيل المنهج الإسلامي في النقد الأدبي الحديث» قبول النشر في مجلة بحوث في اللغة العربية، جامعة أصفهان، كلية اللغات، برقم 181 في الرابع والعشرين من أكتوبر عام 2019م.
- «قضايا سياسية في الشعر الإسلامي المعاصر» مجلة كلية الفقه، العدد30، عام 2019م.
- «التوحيد في نظرية الأدب الإسلامي» مجلة حولية المنتدى، العدد 45، عام 2021م.
- «خصائص ومقومات المنهج الإسلامي في النقد الأدبي الحديث» شارك هذا البحث في المؤتمر العلمي الدولي «اللغة العربية والحضارة الإسلامية» الذي انعقد في جامعة طهران في إيران من الثاني عشر إلى الرابع عشر نيسان عام 2021م.[11]

## جوائزه
حاز عبد الكريم أحمد عاصي المحمود على جائزة الجهة المانحة وسنة التكريم، وحصل على درع نهج البلاغة من جامعة الكوفة عام 2011م.